# Llac Benmore
El Llac Benmore és un llac situat a l'illa del Sud de Nova Zelanda. Es va crear artificialment a la dècada del 1960 al construir la presa Benmore. Cobreix una àrea aproximada de 75 km², i té una profunditat màxima de 120 m. Té una part al districte de Waitaki, una al de Mackenzie i una altra al de Waimate, tots tres a la part sud de la regió de Canterbury.
Els rius principals que l'alimenten són l'Ohau, el Pukaki, el Tekapo i l'Ahuriri, i immediatament riu avall hi ha el llac Aviemore. El llac Benmore té la presa de terra més gran del país com a part del pla energètic d'hidroelectricitat de Waitaki.
La incidència sísmica va augmentar de tres a sis vegades un cop el llac va ser creat.